# Amt Wiedelah
Das Amt Wiedelah war ein historisches Verwaltungsgebiet des Hochstifts Hildesheim mit Sitz in Wiedelah.

## Geschichte
Das Amt entstand im 14. Jahrhundert um die gleichnamige hildesheimische Burg Wiedelah. Aufgrund seiner abseitigen Lage im äußersten Osten des Hochstifts konnte es sich nur rudimentär entwickeln und umfasste schließlich außer der namensgebenden Burg nur fünf Dörfer, dazu ein Vorwerk und ein Kloster. 1760 gab es nur eine Straße in dem Amt, das übrige waren Feldwege von einem Dorf zum andern. Von 1523 – Ende der Hildesheimer Stiftsfehde – bis zur Restitution des Hochstifts 1643 gehörte das Amt zu Braunschweig-Wolfenbüttel. In dieser Zeit wurde auch die Reformation eingeführt. Von 1649 bis 1656 und 1685 bis 1802 lag die Verwaltung wieder beim Hildesheimer Domkapitel, dem auch die Einkünfte aus dem Amt zustanden. Von 1656 bis 1685 war das Amt an die von Hörde als Drosten verpachtet. 1685 übernahm das Domkapitel die Verwaltung wieder selbst.
Das Amt wurde unter französisch-westphälischer Herrschaft aufgehoben und 1815 nicht mehr restituiert. Seine Ortschaften wurden in das hannoversche Amt Vienenburg eingegliedert, mit dem sie 1831 an das Amt Wöltingerode kamen.

## Gemeinden
Die folgende Tabelle listet alle Gemeinden, die dem Amt Wiedelah bis 1807 angehört haben und ihre Gemeindezugehörigkeit heute. In Spalte 2 ist die Anzahl aller Haushalte im Jahre 1760 verzeichnet, und zwar Freie Häuser, Vollhöfe, Halbspännerhöfe, Viertelspännerhöfe, Großköthnerhöfe, Kleinköthnerhöfe und Brinksitzer zusammengenommen (im Original jeweils einzel aufgeführt). In Spalte 3 ist zum Vergleich die Einwohnerzahl im Jahr 1910 verzeichnet, in Spalte 4 die heutige Gemeindezugehörigkeit.
| Altgemeinde  | Haushalte | 1910  | heute          | Anmerkung                                    |
| ------------ | --------- | ----- | -------------- | -------------------------------------------- |
| Beuchte      | 43        | 520   | Schladen-Werla |                                              |
| Immenrode    | 63        | 882   | Goslar         | darinnen ein Vorwerk                         |
| Lengde       | 56        | 779   | Schladen-Werla |                                              |
| Ohlhof       | 2         | -     | Goslar         | Pachthof des Nonnenklosters Neuwerk (Goslar) |
| Weddingen    | 41        | 476   | Goslar         | Weddig; darin Commende des Deutschen Ordens  |
| Wehre        | 34        | 269   | Schladen-Werla |                                              |
| Wiedelah     | 56        | 1.510 | Schladen-Werla | „nebst der Freyheit“: alles freie Häuser     |
| Woltingerode | 8         | -     | Goslar         | Kloster der Bernhardiner-Nonnen              |

## Drosten und Amtmänner

### Drosten
- 1656–1669: Georg von Hörde
- 1669–1685: Raban Christoph von Hörde

### Amtmänner
- 1630–1631: Melchior Marting
- 1631–1632: Heinrich Burchtorff
- 1643–1649: Heinrich Burchtorff
- 1649–1656: Johann Harding
- 1686–1720: Heinrich Wrede
- 1720–1731: Max Heinrich Joseph Bruns
- (?)00–1777: Hermann Ludwig Raedts
- 1777–1802: Philipp Anton Flöckher